# Agelasta konoi kamezawai
Agelasta konoi kamezawai es una subespecie de escarabajo longicornio del género Agelasta, categorizada en la tribu Mesosini, de la subfamilia Lamiinae. Fue descrita por Fujita en 2023.

## Descripción
Mide 12,3-18,2 mm de longitud.

## Distribución
Se distribuye por Asia: Japón.